# Aymara citrónový
Aymara citrónový nebo též aymara citronový (Psilopsiagon aurifrons, dříve Bolborhynchus aurifrons) je druh malého papouška, žijícího v Jižní Americe. Spolu s aymarou šedoprsým tvoří rod Psilopsiagon.

## Výskyt

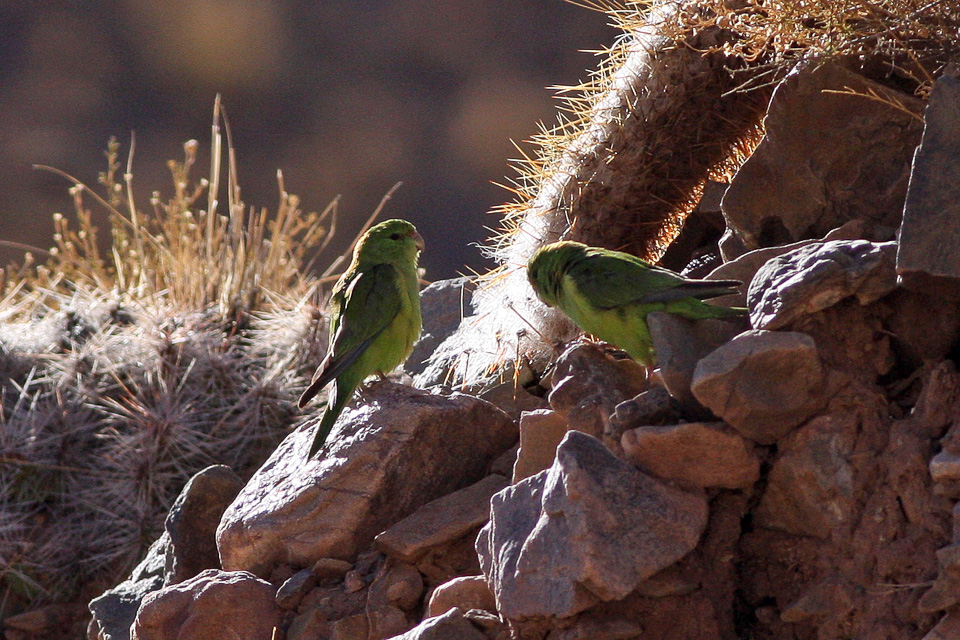
Dvojice aymarů citrónových v Argentině

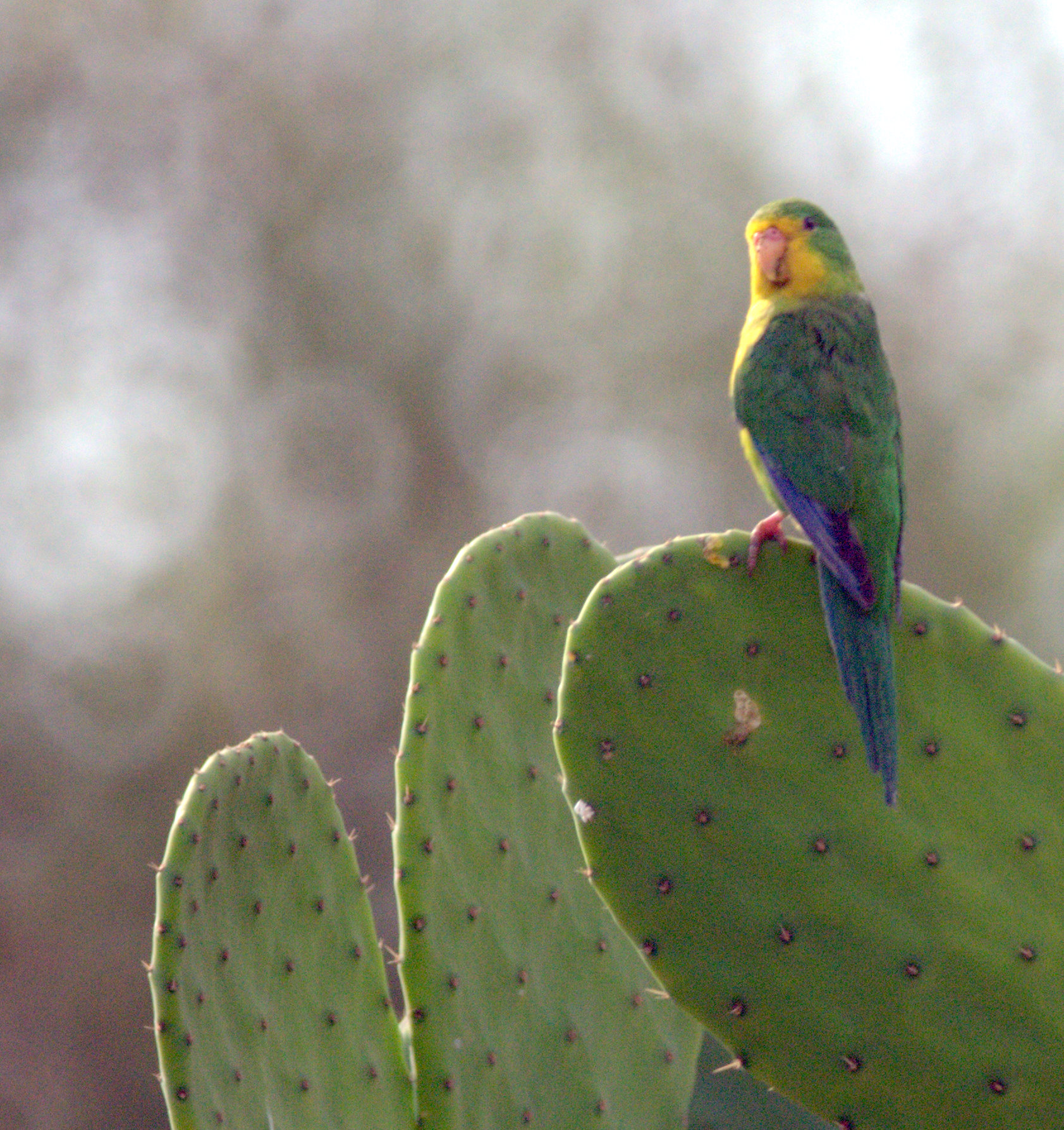
Aymara citrónový sedící na kaktusu

Aymara citrónový se vyskytuje v krajině Puna a v Andách ve výšce mezi 1 000 až 4 500 metrů nad mořem. Vyskytuje se v Peru, Chile, Bolívii a Argentině. Jeho přirozeným prostředím jsou převážně křovinné vegetace, rovněž však obývá pole, parky a zahrady. V létě se aymarové stěhují do vyšších nadmořských výšek a v zimě do nižších.

## Poddruhy
Aymara citrónový se dělí na čtyři poddruhy:
- Psilopsiagon aurifrons aurifrons – základní poddruh, vyskytuje se u pobřeží na západním úpatí And ve středním Peru
- Psilopsiagon aurifrons margaritae – vyskytuje se na úpatí And v jižním Peru, Bolívii, severním Chile a severozápadní Argentině
- Psilopsiagon aurifrons robertsi – vyskytuje se v údolí řeky Marañón v severním a středním Peru
- Psilopsiagon aurifrons rubrirostris – vyskytuje se na úpatí And na severozápadě Argentiny, mezi Catamarcou a Córdobou, a v jižním Chile

## Popis
Aymara citrónový je vysoký 18 cm a váží 45 g. Samec základního poddruhu má zelenou hlavu, záda a horní část křídel. Spodní část křídel a ocas jsou modré, tváře a hruď jsou žluté. Oko je černé s nevýraznou tmavě hnědou duhovkou, běháky, drápy, zobák a viditelné ozobí jsou růžové. Kolem oka se nachází bílý až růžový oční kroužek. Samice je podobná samci, ale její čelo je žluté. Mladí papoušci jsou podobní samici, ale jejich ocas je kratší.

## Rozmnožování
Aymara citrónový hnízdí ve skalních trhlinách, kam naklade tři až šest vajec. Na těch pak samice sedí 23 dní, než se vylíhnou mláďata. 